# Incubo sull'autostrada
Incubo sull'autostrada (Runaway Car) è un film per la televisione statunitense del 1997 diretto da Jack Sholder. Il film è liberamente ispirato a un fatto di cronaca realmente accaduto.

## Trama
Quattro persone devono affrontare una situazione di forte pericolo quando la macchina sulla quale si trovano accelera senza motivo.